# Acanthermia longistriata
Acanthermia longistriata är en fjärilsart som beskrevs av William Schaus 1914. Acanthermia longistriata ingår i släktet Acanthermia och familjen nattflyn. Inga underarter finns listade i Catalogue of Life.